# نقار مخطط الصدر
نقار مخطط الصدر (الاسم العلمي: Picus viridanus) (بالإنجليزية: Streak-breasted Woodpecker)‏ هو نوع من الطيور يتبع جنس النقار الحقيقي من الفصيلة النقارية الحقيقية.